# ウィーワラサウルス
ウィーワラサウルス（学名：Weewarrasaurus）は、後期白亜紀に生息し、オーストラリアニューサウスウェールズ州、ライトニングリッジ近くのグリマンクリーク層から発見された恐竜の属。唯一の種は模式種であるウィーワラサウルス・ポベニであり、オパールの中に保存された孤立した歯骨からなるホロタイプと2番目に報告された別の歯骨から知られる。大きさや分類が異なる複数の他の鳥脚類と共存していたと考えられている。

## 発見と命名

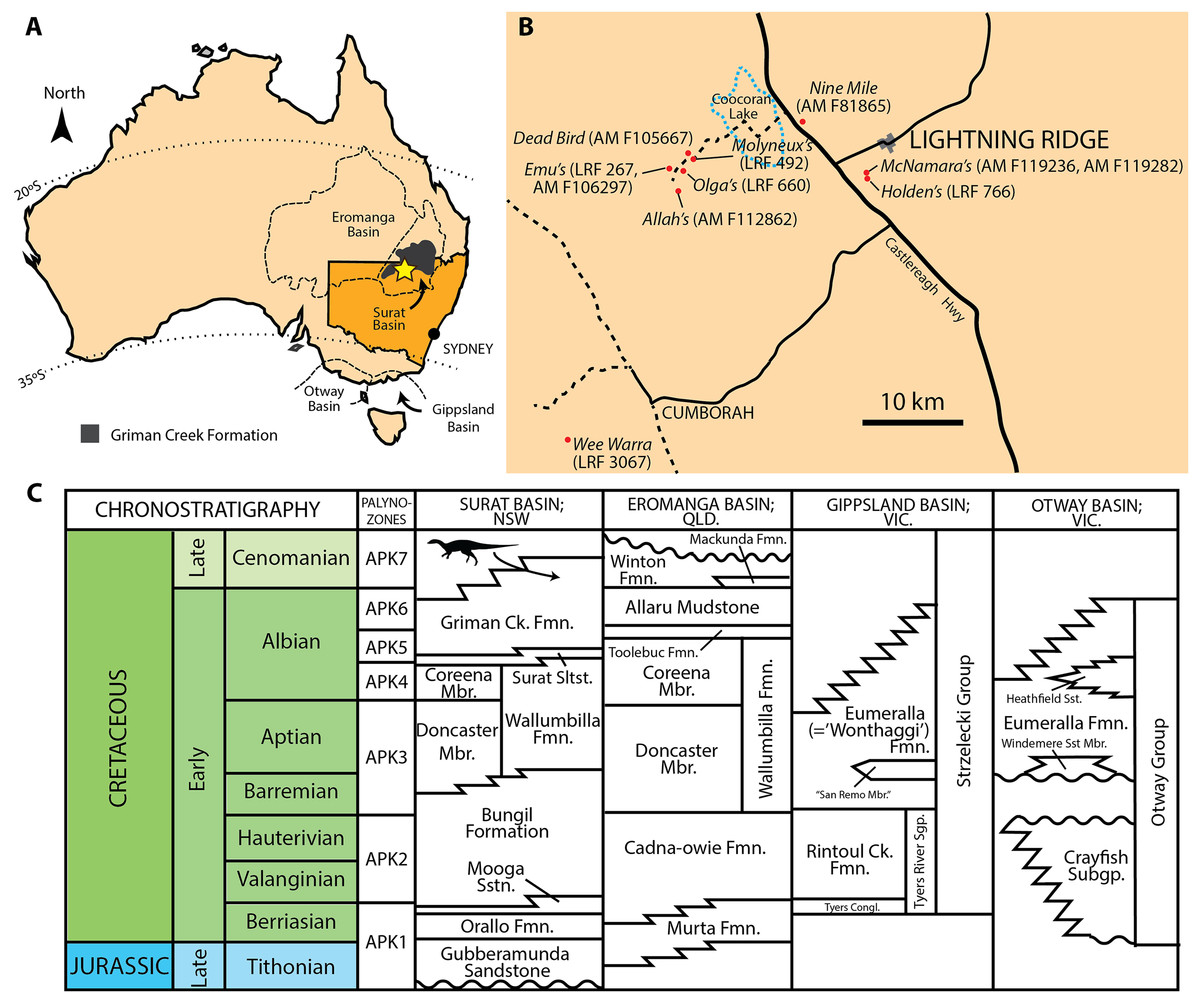
ウィーワラサウルスの唯一既知の化石が発見されたグリマンクリーク層のウィーワラとホールデンの産地の位置を示す地図

ホロタイプ標本はLRF 3067で、歯のある顎骨の2つの部分から構成されている。2013年に鉱山労働者によって発見された。鉱山労働者はこの標本を、オーストラリアのニューサウスウェールズ州ライトニングリッジの近くにあるグリマンクリーク層のウィーワラ地質地域の鉱山で定期的な採掘中に発見し、化石は掘削中に破損した。アデレード在住のオパール商のマイク・ポーベンは、鉱山労働者からオパール原石の入った袋を入手した後、これは化石だと認識した。この標本は、この地域でよく知られる宝石であるグリーンブルーオパールで保存されていることで注目された。古生物学者のフィル・ベルは2014年にこの標本を見せられ、その重要性について言及したため、ポーベンはそれを世界最大のオパール化石のコレクションを持つオーストラリア・オパール・センターに寄贈した。
その後、ベルらは、この鉱山を含むグリマンクリーク層の鳥脚類化石記録を論評した2018年12月4日に発表された研究で、これを新属および新種として命名した。属名の Weewarrasaurus は、化石が発見されたウィーワラ化石産地とギリシャ語のトカゲに由来する。種小名の pobeni はポーベンに敬意を表して付けられた。中間部が欠けて連続していない歯骨の両片が同一個体のものであることを確認するために、化石上のオパールの縞模様が利用された。この縞模様を用いて、この下顎骨の2つの部分が元々はどれだけ離れていたのかも調査できた。研究者らは、オパール化したホロタイプに加えて、歯の形態が類似していることから、2番目の部分的な顎骨LRF 766をこの新種に割り当てた。これが発見されたのはスリーマイルオパールフィールドのホールデンの地域であり、同じくライトニングリッジの近くでグリマンクリーク層の一部だった。